# Nagyszeben

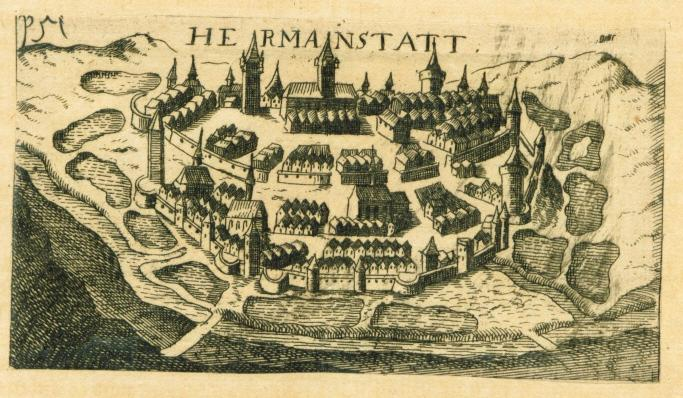
Nagyszeben a 17. században

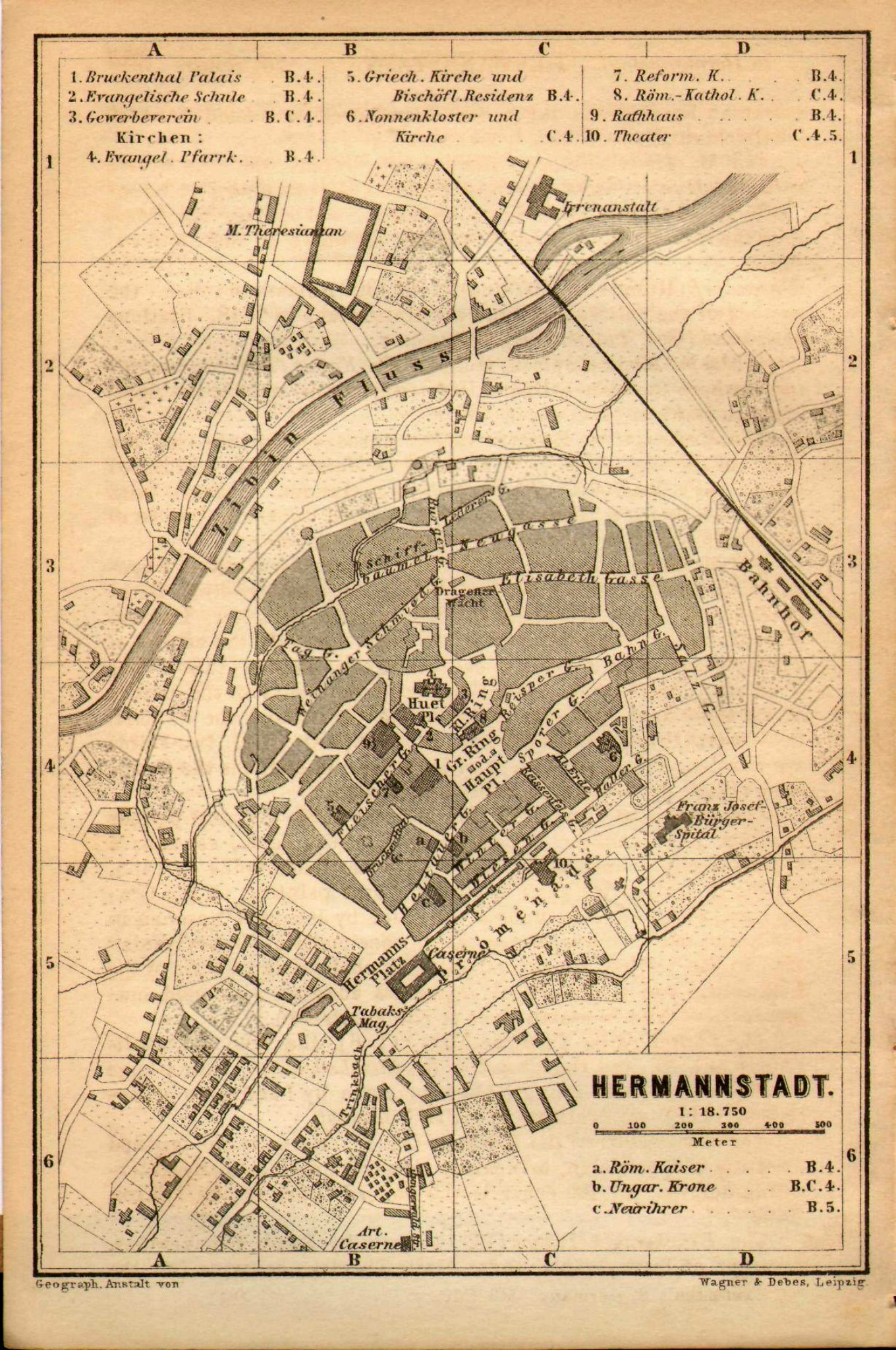
Nagyszeben a 19. században

Nagyszeben (románul: Sibiu, németül: Hermannstadt, latinul: Cibinium) municípium Romániában, Erdélyben. Egykor az erdélyi szászok kulturális és kereskedelmi központja, Szebenszék, majd Szeben vármegye, ma Szeben megye székhelye. Szenterzsébet (románul Gușterița, németül Hammersdorf, szászul Hammersterf) egykor önálló település volt, ma Nagyszeben része.
Légvonalban Bukaresttől mintegy 220 km-re északnyugatra, Budapesttől 430 km-re délkeletre, Kolozsvártól pedig 110 km-re délre – az Olt mellékfolyójának – a Szeben folyónak partján fekszik. Napjainkban Szeben megye székhelye, 1692–1791 továbbá 1849–65 között az Erdélyi Fejedelemség központja is volt.
A "Szemek városa" becenevű település belföldi és külföldi látogatók számára is jól ismert turisztikai célpont. Kultúrájáról, történelméről, gasztronómiájáról és változatos építészetéről ismert, amely magában foglalja a nagy ikonikus szemű házakat, melyek Nagyszeben becenevét adták, ezek a 21. század eleje óta nagy odafigyelést kapnak. 2004-ben történelmi központja megkezdte az UNESCO Világörökség részévé válásának folyamatát, ám mai napig nem sikerült azt megszereznie. 2007-ben Európa Kulturális Fővárosa volt. Egy évvel később a Forbes rangsorolása szerint "Európa 8. legideálisabb lakóhelyének" választották meg. 2019-ben Nagyszeben és környéke Európai gasztronómiai régió lett. A várost ad otthont 2021-ben az Európa Vándor Fővárosa rendezvénynek, amely Európa legfontosabb turisztikai vándorrendezvénye. 2019-ben európai uniós csúcstalálkozónak adott otthont.
Nagyszeben a karácsonyi vásáráról is nagyon ismert. A város híres szülötte Hermann Oberth és lakója Conrad Haas akik a rakétagyártás úttörői voltak. Az eGold kriptovalutát létrehozó Elrond céget (a világ legnagyobbjai közé tartozik) nagyszebeniek alapították.
2011-ben a város lakossága 147 245, míg egy 2019-es becslés szerint ez a szám 169 056. Ugyanakkor Nagyszeben agglomerációja közel 267 170 lakóval rendelkezik. A város igazgatása alá tartozik Szebenjuharos is, amely tőle 28 kilométerre, délnyugatra található.
Nagyszeben történelmileg az erdélyi szászok egyik legfontosabb központja volt. Härmeschtatnak hívják a saját helyi nyelvjárásukban. 1190-ben alapították német telepesek, a Magyarországhoz tartozó Erdélybe érkeztek a bányászat, a kézművesség és a kereskedelem fejlesztése céljából. A 14. századra jelentős kereskedelmi központtá vált, és a 7 erdélyi német város (Siebenbürgen, innen ered Erdély német elnevezése) egyike lett. Itt alapult az első iskola és gyógyszertár az akkori Magyar Királyságban.
A 18. században a románok bevándorlásának következtében, Nagyszeben Erdély egyik legfontosabb román központja is lett. 1692 és 1790 között a Habsburg Monarchia, 1867 és 1918 között pedig az Osztrák–Magyar Monarchia részét képezte. 1896-ban használták itt először elektromos áramot, 1904-ben pedig az akkori Európa második városa volt, amely bevezette az elektromos trolibuszt.
Miután az első világháború után Nagyszeben Románia része lett, az erdélyi szászok folyamatos kivándorlása megkezdődött. Ugyanakkor a város lakosságának zöme még mindig német maradt. A román rendszerváltás után a német lakosság túlnyomó része gazdasági okokból emigrált.

## Fekvése
Gyulafehérvártól 73 km-re délkeletre, a Déli-Kárpátok északi előterében, a Szebeni-medence közepén fekszik.

## Éghajlata
| Hónap                                                        | Jan.  | Feb.  | Már.  | Ápr.  | Máj. | Jún. | Júl. | Aug. | Szep. | Okt. | Nov.  | Dec.  | Év    |
| ------------------------------------------------------------ | ----- | ----- | ----- | ----- | ---- | ---- | ---- | ---- | ----- | ---- | ----- | ----- | ----- |
| Rekord max. hőmérséklet (°C)                                 | 15,6  | 21,3  | 30,6  | 30,2  | 32,1 | 35,4 | 38,3 | 38,4 | 39,5  | 32,5 | 27,0  | 19,3  | 39,5  |
| Átlagos max. hőmérséklet (°C)                                | 1,8   | 4,5   | 10,1  | 16,0  | 21,3 | 24,2 | 26,3 | 26,2 | 21,4  | 16,2 | 9,1   | 3,1   | 15,1  |
| Átlagos min. hőmérséklet (°C)                                | −6,9  | −5,9  | −1,2  | 3,9   | 8,6  | 11,6 | 13,3 | 12,7 | 8,7   | 3,5  | −1,2  | −5,3  | 3,5   |
| Rekord min. hőmérséklet (°C)                                 | −31,8 | −31,0 | −24,5 | −12,0 | −3,6 | 1,0  | 4,2  | 1,0  | −3,6  | −9,4 | −21,3 | −29,8 | −31,8 |
| Átl. csapadékmennyiség (mm)                                  | 25    | 25    | 34    | 53    | 69   | 93   | 92   | 77   | 60    | 40   | 31    | 31    | 629   |
| Havi napsütéses órák száma                                   | 68    | 97    | 138   | 164   | 215  | 228  | 248  | 238  | 172   | 148  | 89    | 61    | 1866  |
| Forrás: WMO; Román Stat. Int. ; NOAA; Deutscher Wetterdienst |       |       |       |       |      |      |      |      |       |      |       |       |       |

## Nevének eredete

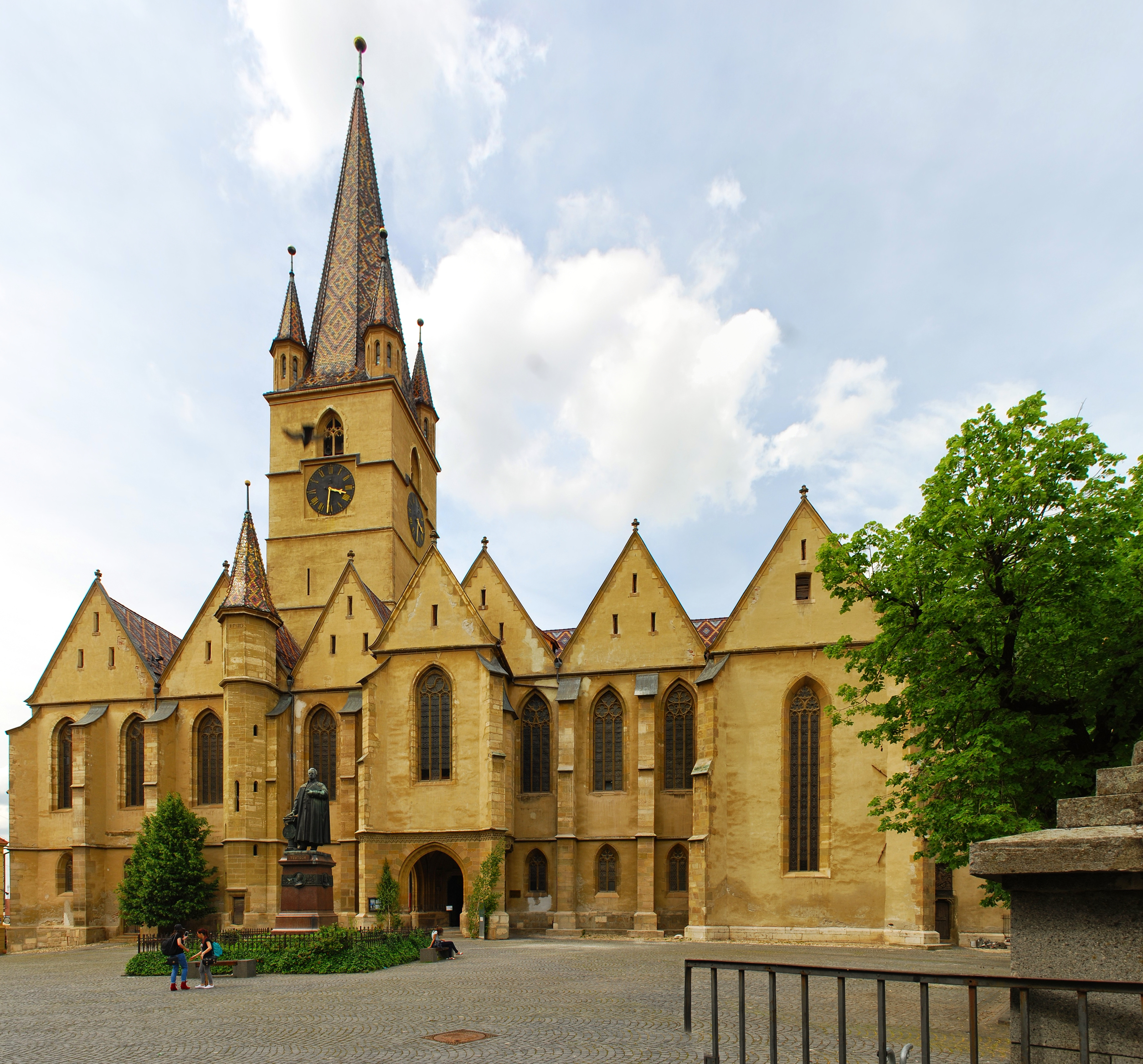
Az Evangélikus székesegyház

Neve a Szeben patak nevéből ered, ezt egyesek  a szláv svbina (= som) főnévből származtatják. Megjegyzendő azonban, hogy a Magyar királyságban létezik Kisszeben is, a Felvidéken, jelenleg Sabinov néven,  így a név valószínűleg sokkal mélyebb értelmű. A románok a román Sibin személynévből származtatják, mások szerint a bolgár-török Sebin személynévből való.

## Története
A várost II. Géza magyar király alapította és szászokat telepített ide 1150 körül. 1191-ben Cipin (ejtsd: szipin) néven említik először a Nagyszebeni prépostság pápai megerősítése kapcsán, mely a 15. századig az erdélyi szászok katolikus egyházi központja volt. Hamarosan az erdélyi szászok kereskedelmi és szellemi központja lett. Szebenszék központja, szabad királyi város.

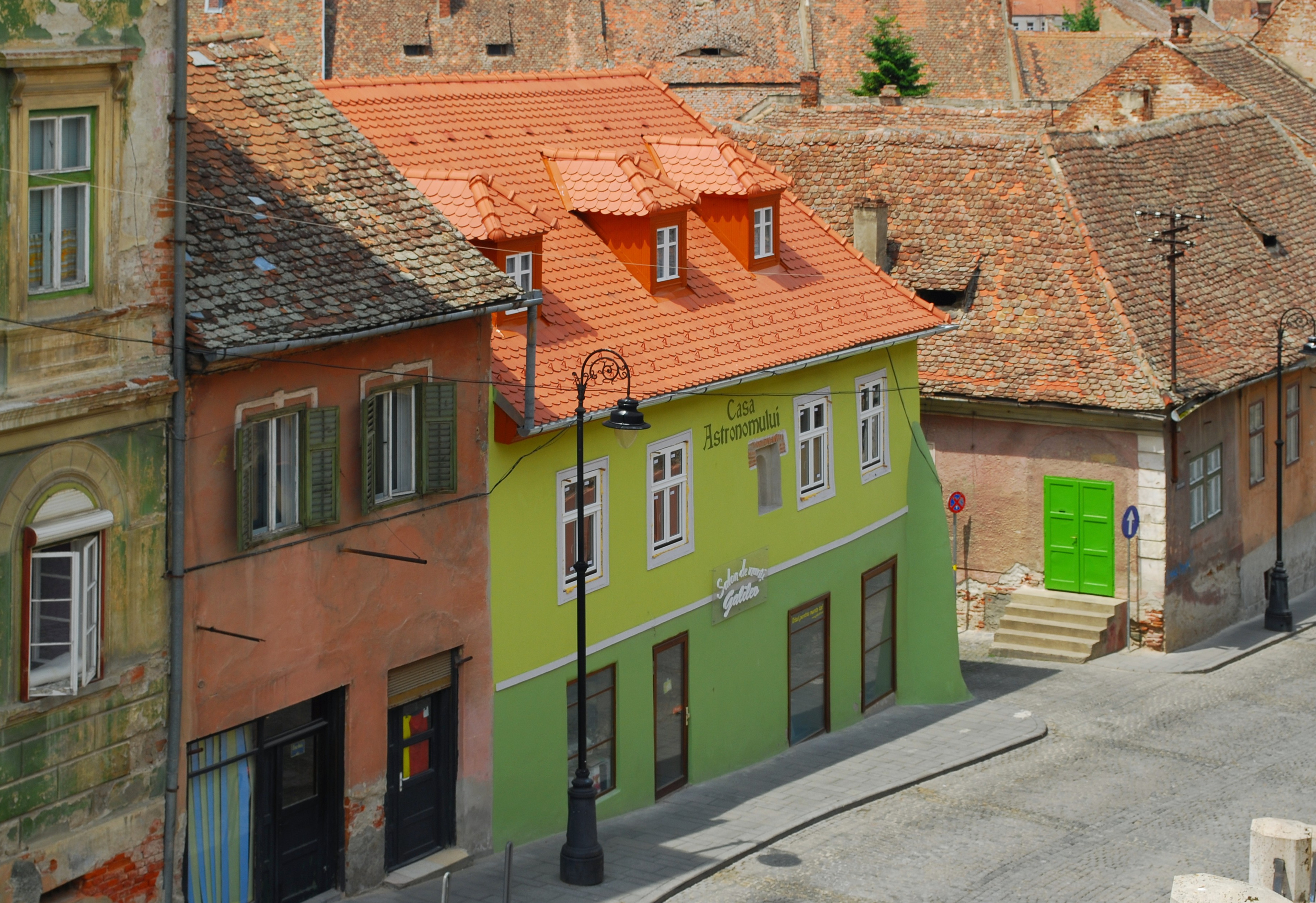
Történelmi épületek a belvárosban

1442. március 25-én a város mellett verte meg Hunyadi János Mezid bég török seregét. Erős falak és 40 bástya védte, melyek a 15-17. században épültek. A török nem tudta bevenni, de 1556-ban tűzvész sújtotta.
A 16. században az erdélyi reformáció egyik központja. Itt létesült 1529-ben Erdély első könyvnyomtató műhelye.

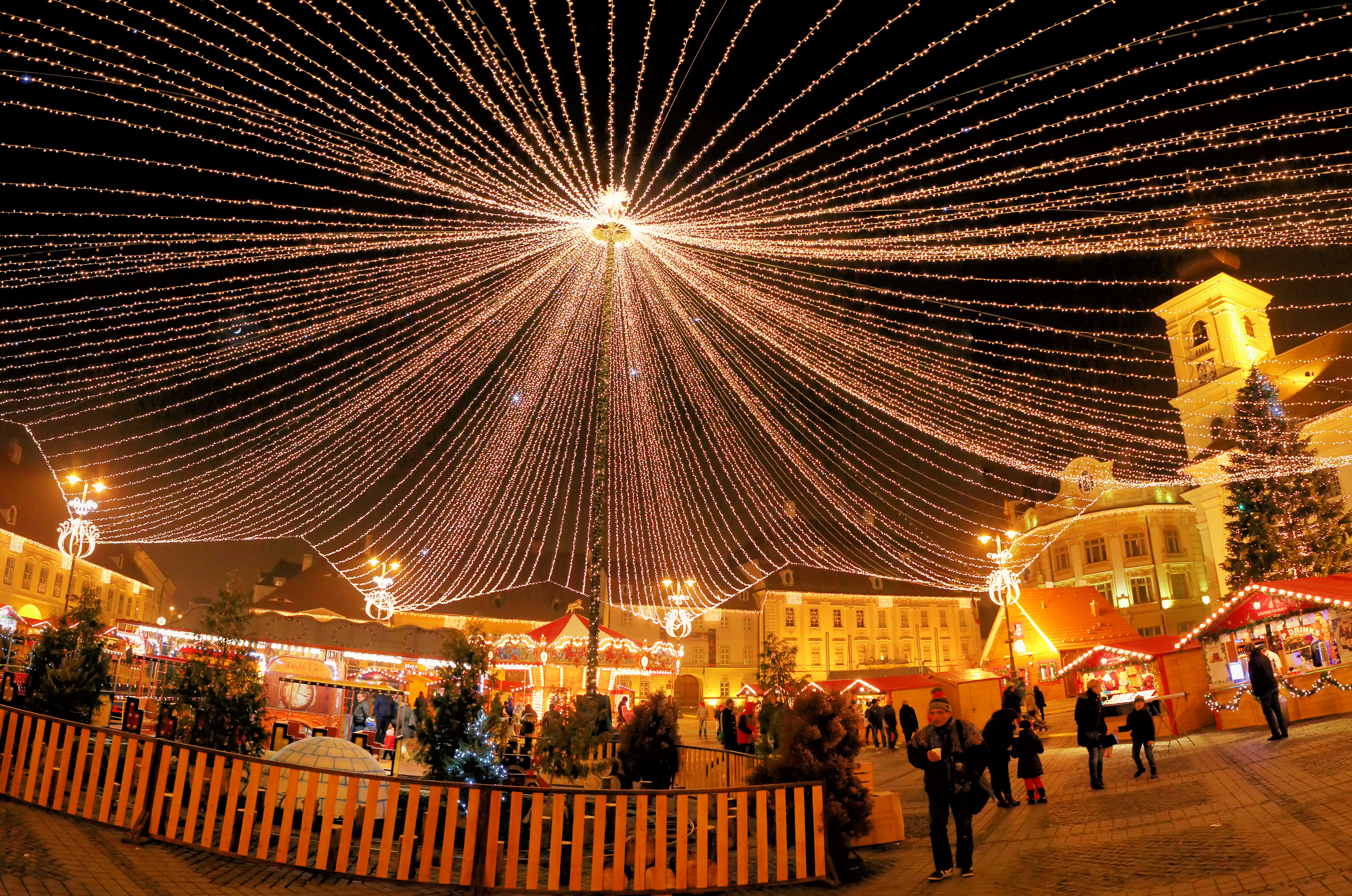
Karácsony a Fő téren

1658. augusztus 30-án a tatárok dúlták fel, 1659-ben II. Rákóczi György ostromolta. 1690. szeptember 12-én az erdélyi rendek itt választották fejedelemmé Thököly Imrét.
A Rákóczi-szabadságharc első felében Jean Rabutin császári tábornok tartotta megszállva, aki innen kiindulva támadta a kurucokat.
Az 1848–49-es forradalom és szabadságharc idején, 1849. január 21-én még visszaverte Bem támadását, de március 11-én Bem váratlan rajtaütéssel elfoglalta. Ennek a győzelemnek állít emléket az Erdélyi körkép című, 1897-ben készült monumentális festmény. Kapuit a 19. században sorra lebontották, de falai, tornyai nagyrészt megmaradtak. A Habsburg-uralom alatt az erdélyi gubernium székhelye (1703–1791). 1849 és 1865 között Erdély fővárosa, 1876 és 1918 között Szeben vármegye székhelye. 1916-ban a román hadsereg kemény ostrom árán bevette a várost, de még azon év őszén, az osztrák-magyar-német seregek újabb kemény ostrommal visszafoglalták.
Egykor Erdély legnagyobb szász városa volt, de a szászok többsége mára elmenekült, csak műemlékeik maradtak hátra. 2000-től 2014-ig a várost Klaus Johannis szász polgármester irányította (Az államfőválasztáson elért győzelme miatt mondott le e tisztségéről). 2007-ben Luxembourg mellett Nagyszeben lett Európa kulturális fővárosa, mivel a helyi szászok a mai Luxemburg területéről származnak. Erre készülve helyreállították a Nagypiacot, a Kispiacot és a Huet teret, felújították a város múzeumait. A 18. századi színházból új kulturális intézmény lett, ahol a helyi filharmónia is helyet kapott.

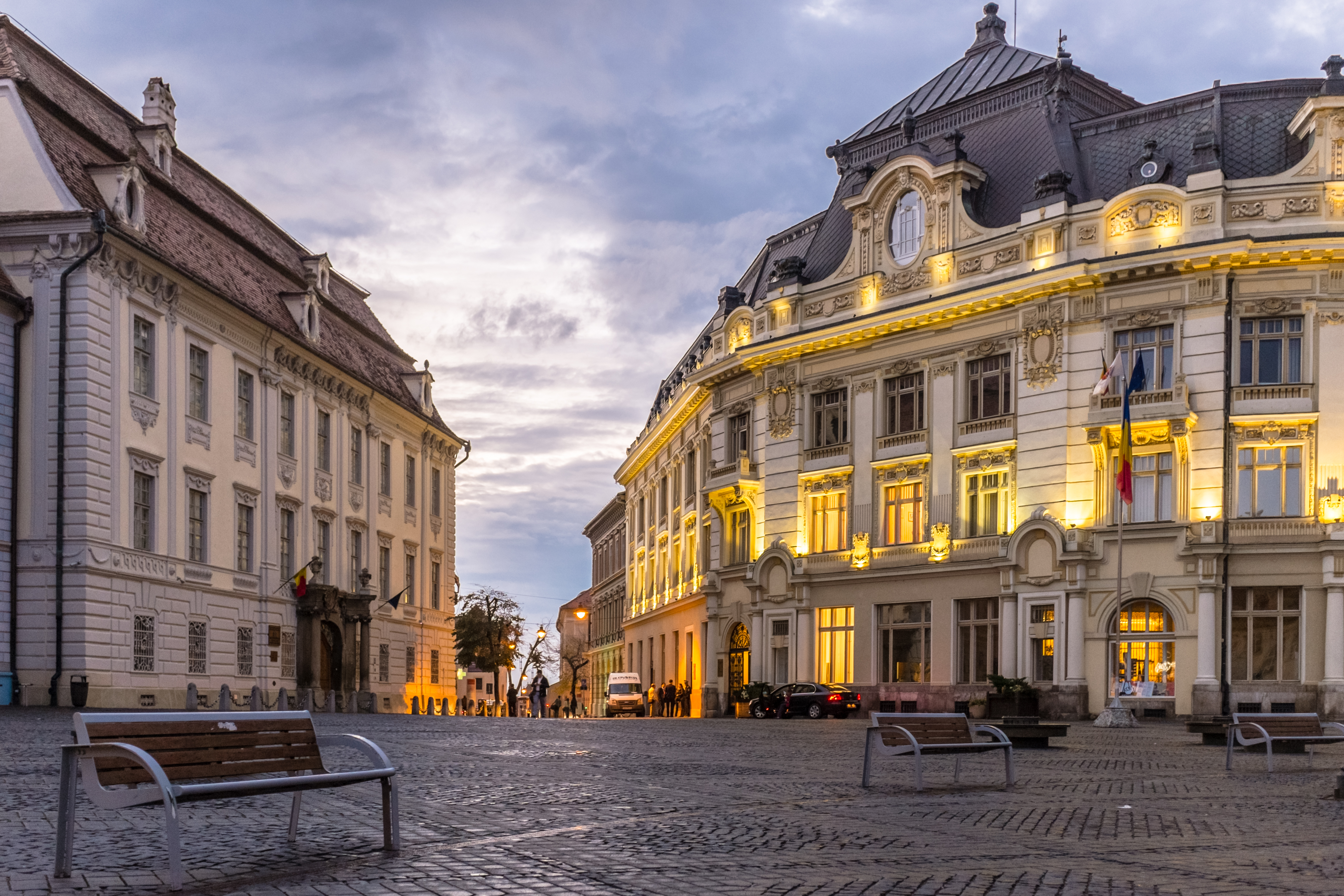
A városháza

A szebeni borvidékek már a 10. században remek termést hoztak. De a löszös talaj miatt a szüret sok nehézséggel járt. A probléma megoldására igásállatokat fogtak munkára. Így már hatékonnyá, és könnyűvé vált a szüret. Ezen rendszer sokáig világszerte egyedülálló volt. A boraik ezért viselik máig a Szeben-igabor nevet.

## Népesség
Népességi adatok nemzetiségi eloszlásban a hozzátartozó településekkel együtt:

## Látnivalók
- A gótikus székesegyház 1431 és 1520 között épült, a reformáció után evangélikus templom lett, 1855-ben restaurálták. Előtte áll Georg Daniel Teutsch szász evangélikus püspök szobra.
- A Brukenthal múzeum és képtár, egykor báró Samuel von Brukenthal erdélyi kormányzó kastélya volt. Gyűjteménye az egyik leggazdagabb egész Romániában.
- A várostorony 1588-ban épült, tetejéről nagyszerű kilátás nyílik a városra.
- A Szentháromság-plébániatemplom 1733-ban épült.
- Az Orsolya-apácák temploma 15. századi, 1472-ben épült.
- Zsinagóga
- A román ortodox székesegyház 1906-ban épült a bizánci Hagia Szophia templom mintájára.
- Református templom
- A volt városháza épületében történeti múzeum működik.
- A felújított főtér és környéke egyedi hangulatú, geometrikus mintában lerakott macskakő térkő-burkolattal, középkori árkádokkal, divatos belsőtervezésű kávézókkal, hangulatos éjszakai kivilágítással nagy látványt nyújt.

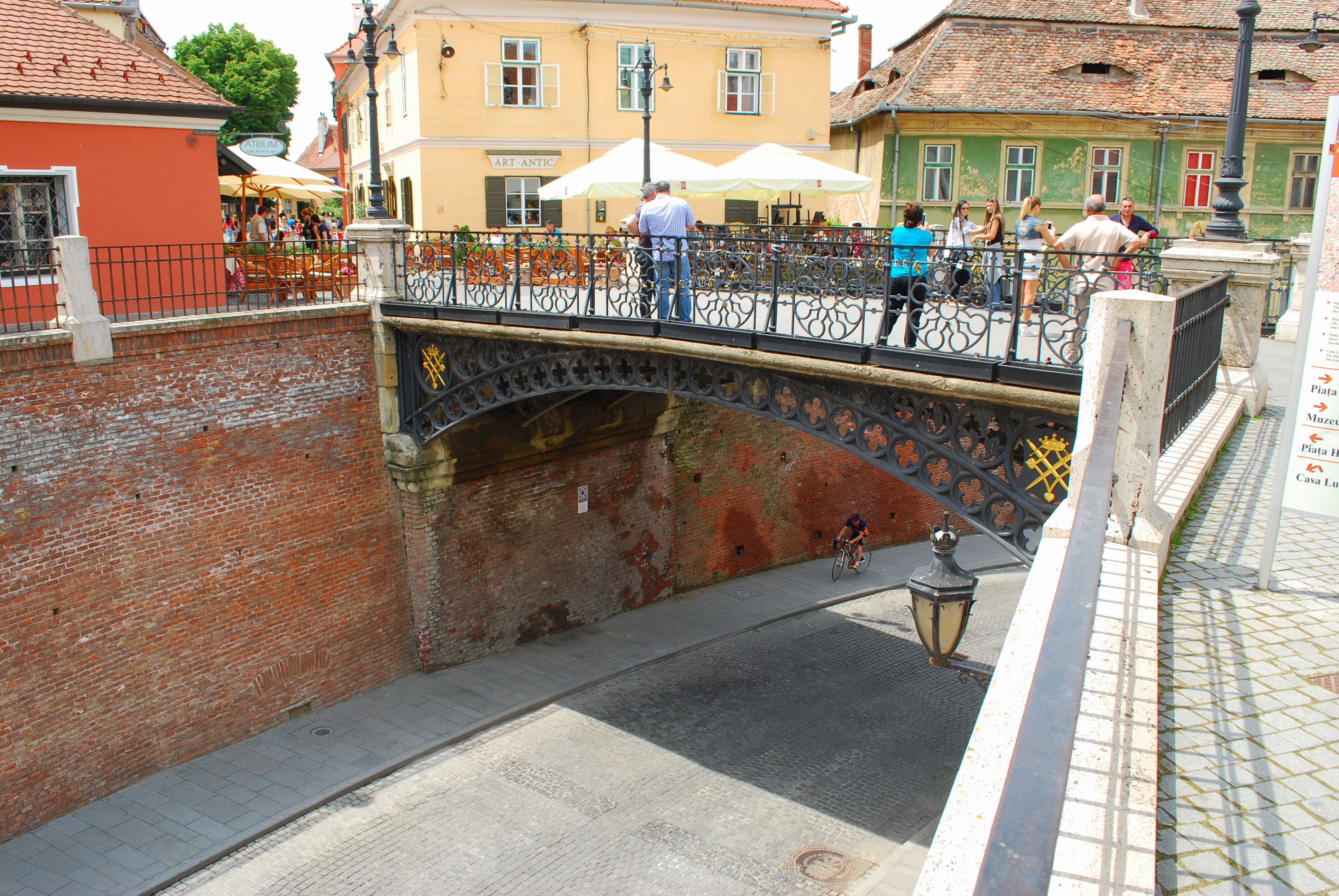
A Hazugok hídja

- Szabadtéri néprajzi múzeum
- Patikamúzeum
- A Hazugok hídjaFriedrich Schiller-szobor

## Híres emberek

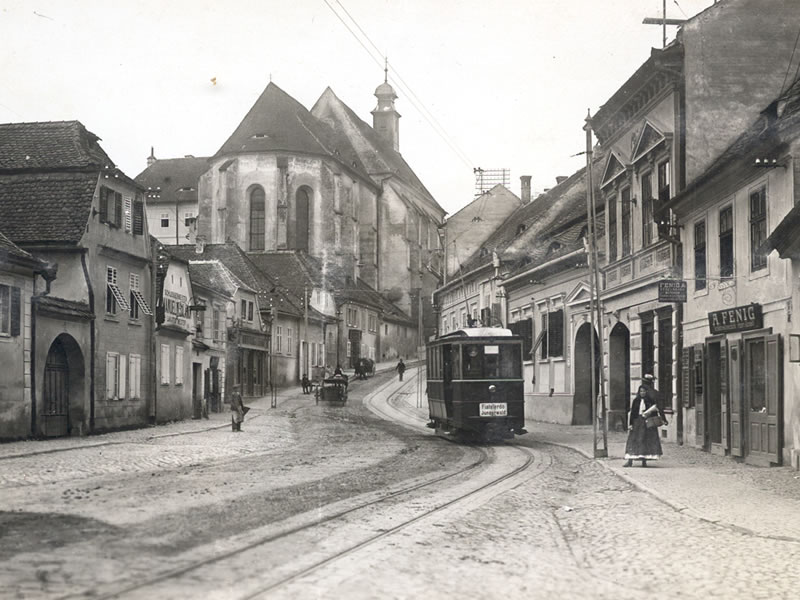
A 19. század végén a városban már járt a villamos

- Itt született a 15. században Melchior Miklós alkimista és bölcselő.
- Itt született 1493. január 10-én Oláh Miklós királyi kancellár, esztergomi érsek, az ellenreformáció vezéralakja.
- 1616–1622 között itt tevékenykedett Benjamin Fiebick könyvkereskedő, nyomdász.
- Itt született 1652. december 29-én Michael Agnethler lelkész.
- Itt született 1663-ban Köleséri Sámuel természettudós.
- Itt született Andreas Deidrich 17. századi erdélyi szász bölcseletdoktor, gimnáziumi igazgató.
- Itt született 1719. június 10-én Michael Gottlieb Agnethler pedagógus, orvosdoktor.
- Itt született 1752. szeptember 25-én Hissmann Mihály filozófus, történetíró.
- Itt született 1789. április 5-én Johann Georg Buchinger evangélikus lelkész.
- Itt született 1797-ben Carl von Bausnern drámaíró, a Musikverein egyik alapítója.
- Itt született 1814. október 5-én Fuss Mihály flórakutató, tanár, lelkész.
- Itt született 1836. október 14-én Haller Károly jogász, egyetemi tanár, Kolozsvár polgármestere, a magyar országgyűlés főrendiházának tagja
- Itt született 1838. január 28-án Koller Károly udvari fényképész, a Ferenc József-rend lovagja.
- Itt született 1838. december 29-én Kuun Géza orientalista, történész.
- Itt született 1857. június 16-án Arthur Arz von Straussenburg császári és királyi vezérezredes.
- Itt született 1869. július 28-án Soós Károly honvédelmi miniszter.
- Itt született 1879. december 23-án Kreybig Lajos agrokémikus, talajtani kutató, az MTA tagja.
- Itt született 1882. április 26-án Kiss Géza jogász, jogtörténész, műfordító.
- Itt született 1887. február 4-én Szemák Jenő magyar jogász, a Kúria elnöke.
- Itt született 1884. augusztus 20-án Guido Gündisch erdélyi szász politikus és ügyvéd, a magyar képviselőház tagja.
- Itt született 1891. december 15-én Nagy Jenő gyógyszerész, gyógyszerészeti szakíró.
- Itt született 1894. június 25-én Hermann Oberth fizikus, az űrkutatás egyik úttörője.
- Itt született 1895. augusztus 21-én Otto Czekelius építész, aki a kommunista rendszerben megóvta a város műemlékeit a rombolástól.
- Itt született 1896. augusztus 13-án Vámszer Géza néprajzi és művészeti szakíró, néprajzkutató, művészettörténész, középiskolai tanár.
- Itt született Szakáts Zoltán színművész (1901. március 10. – 1947. december 8., Budapest).
- Itt született 1904-ben Vita Sándor politikus, közgazdász, közgazdasági szakíró, szerkesztő.
- Itt született 1906-ban Borsos Miklós szobrászművész.
- Itt született 1907. november 3-án Kessler Hubert mérnök, geológus, hegymászó, barlangkutató.
- Pándy Kálmán 1911-től a nagyszebeni Állami Elmegyógyintézet igazgató főorvosa. Közleményei a század első felében rangos folyóiratokban láttak napvilágot.
- Itt született 1924. október 19-én Török István pedagógus, természettudományi és pedagógiai szakíró.
- Itt született 1927. október 20-án Oskar Pastior erdélyi szász költő, író, műfordító.
- Itt született 1936. június 19-én Bács Ferenc  Kossuth- és Jászai Mari-díjas magyar színművész, érdemes és kiváló művész.
- Itt élt és hunyt el 1713. febr. 28-án Hann Sebestyén ötvös mester.
- Itt hunyt el 1858. április 6-án Josef Bedeus von Scharberg történetíró.
- Itt hunyt el 1873. június 28-án Andrei Șaguna ortodox metropolita. Az erdélyi román nemzeti mozgalom vezéralakja.

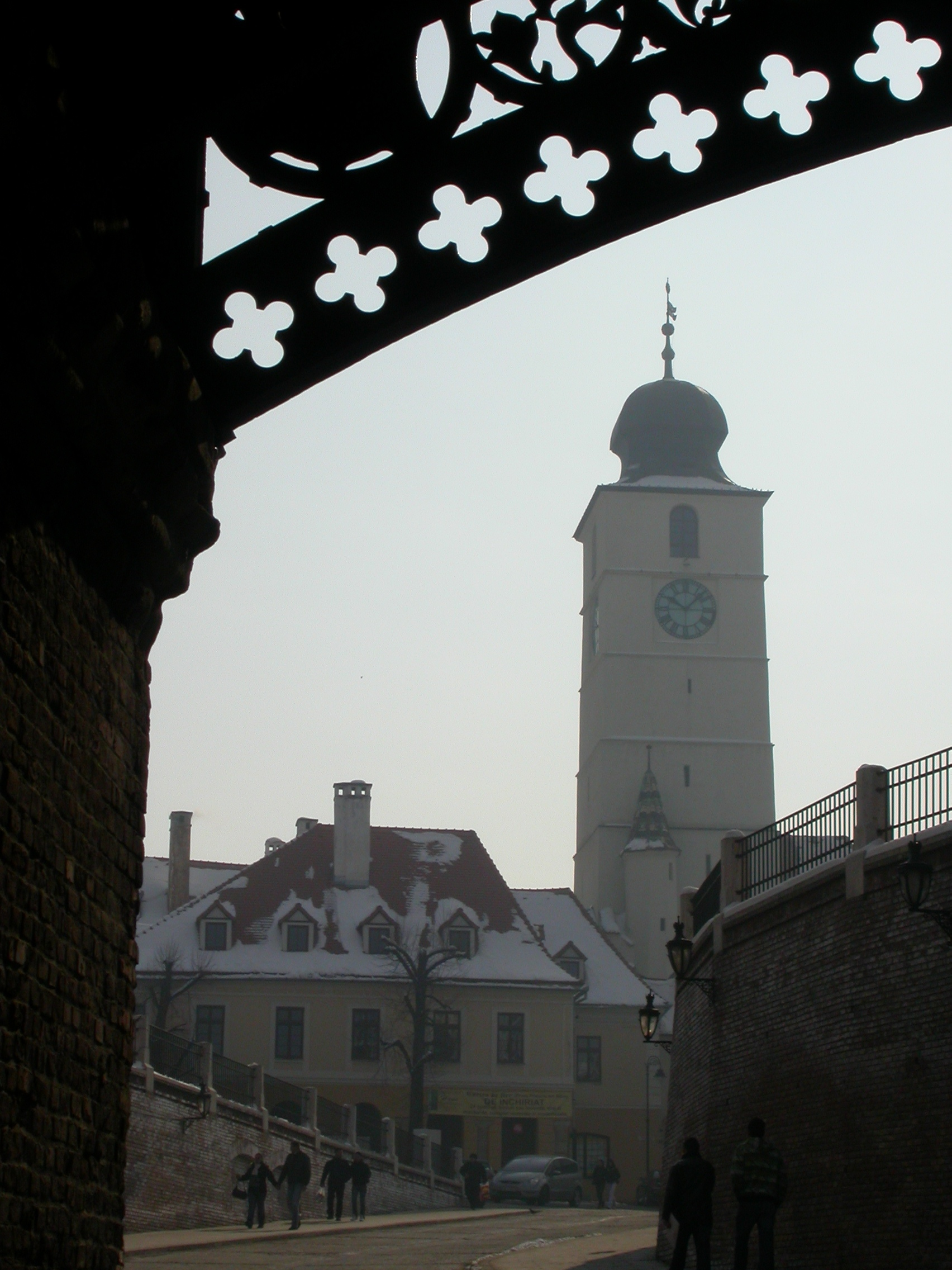
A Tanács torony

- A Tanács toronyItt született 1959. június 13-án Klaus Werner Johannis 2014-től Románia köztársasági elnöke.

## Képgaléria

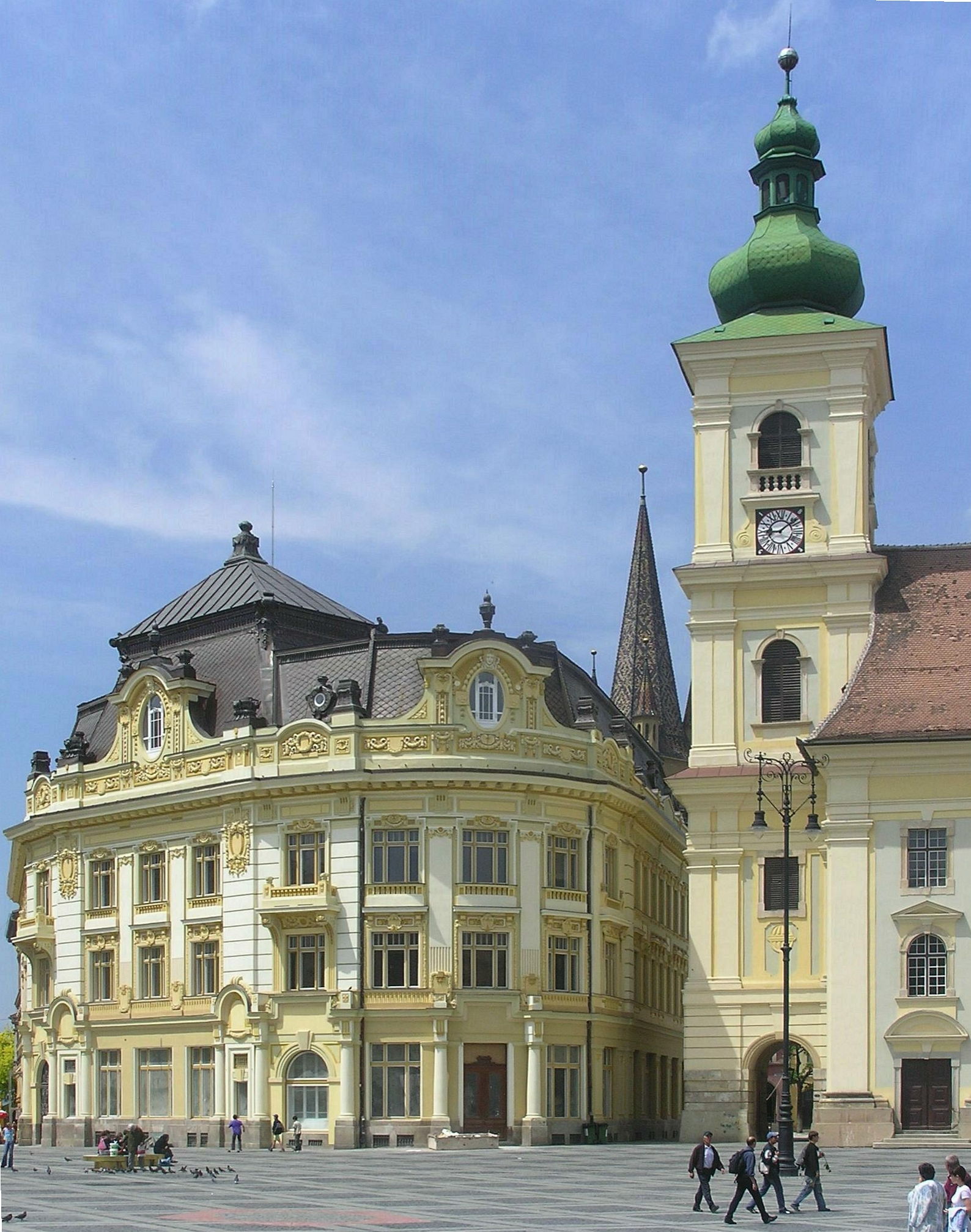
A város főtere
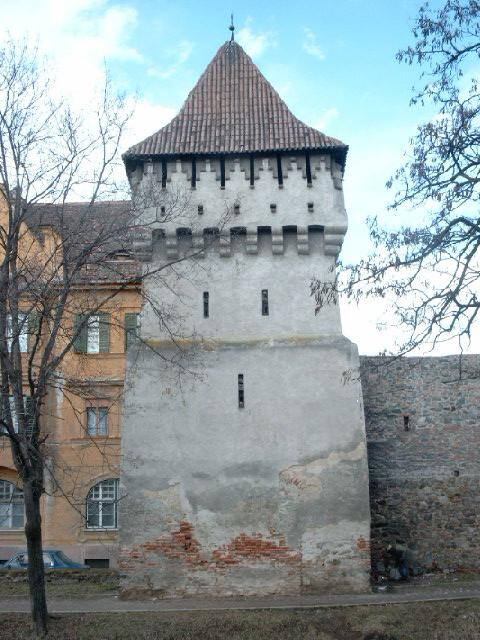
A Fazekasok tornya
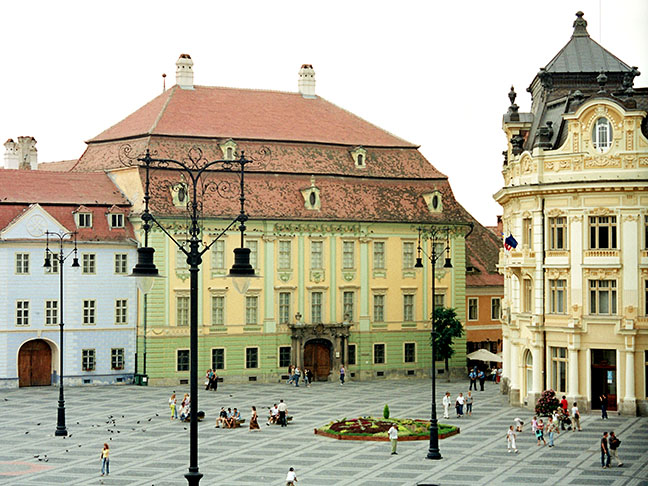
Brukenthal palota
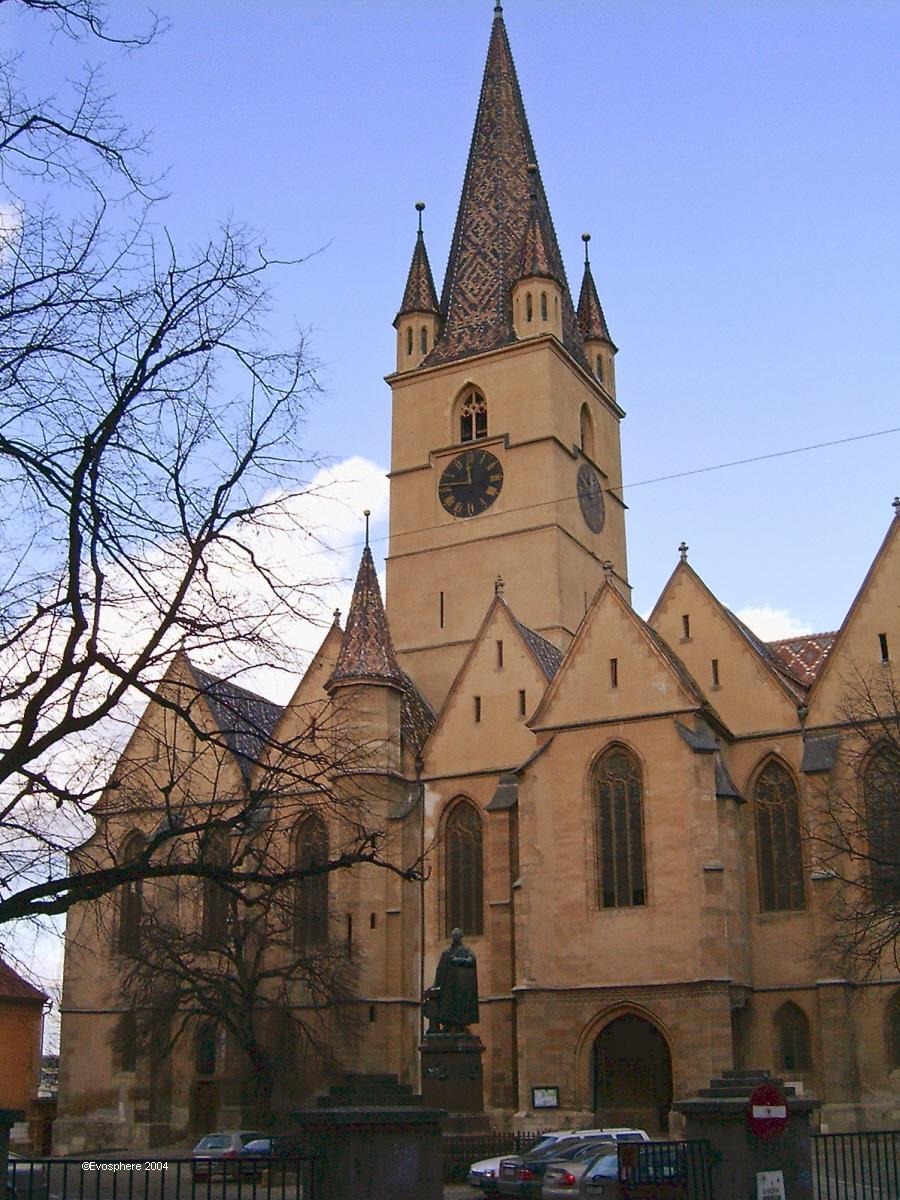
Evangélikus templom
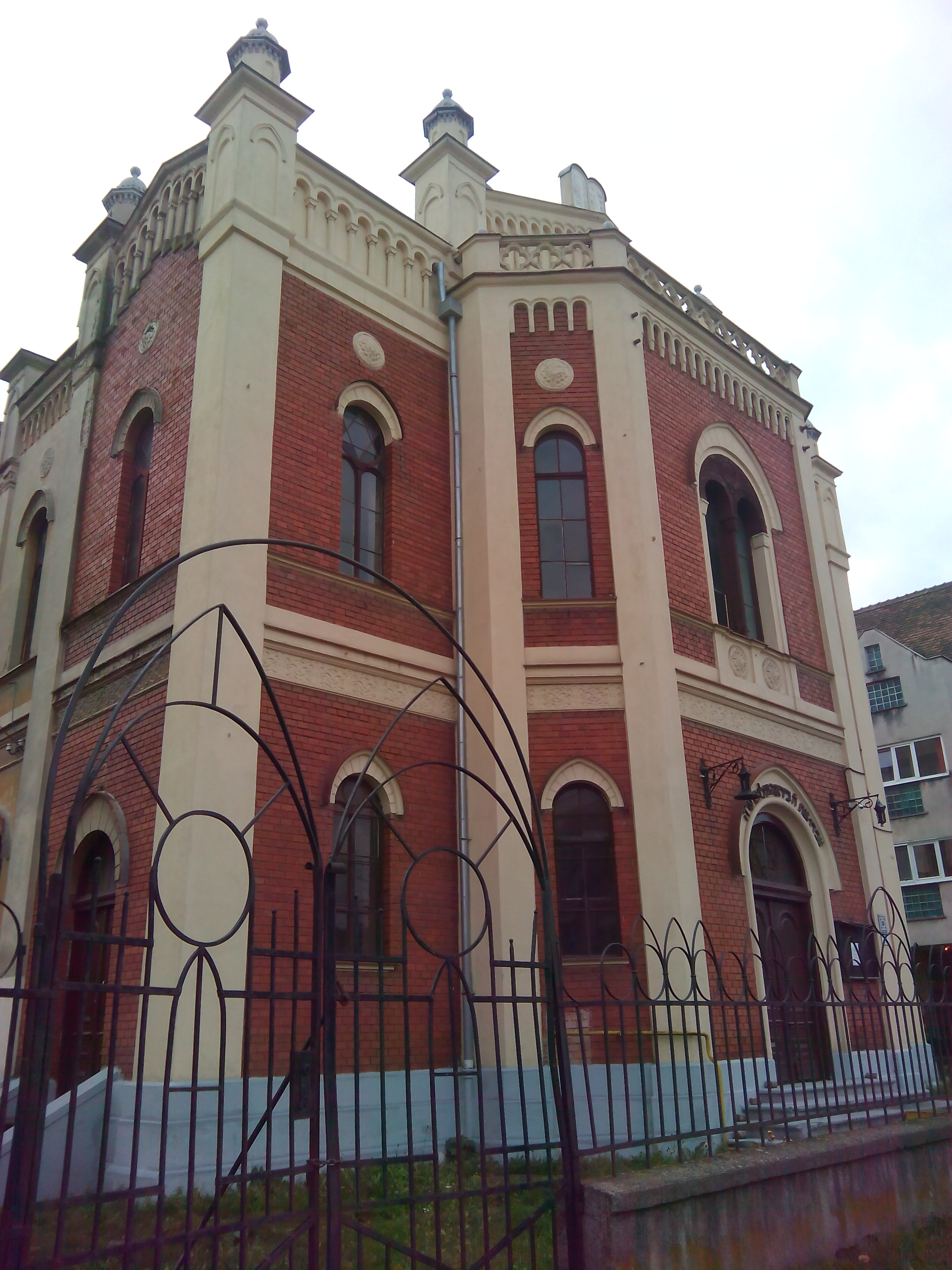
Zsinagóga
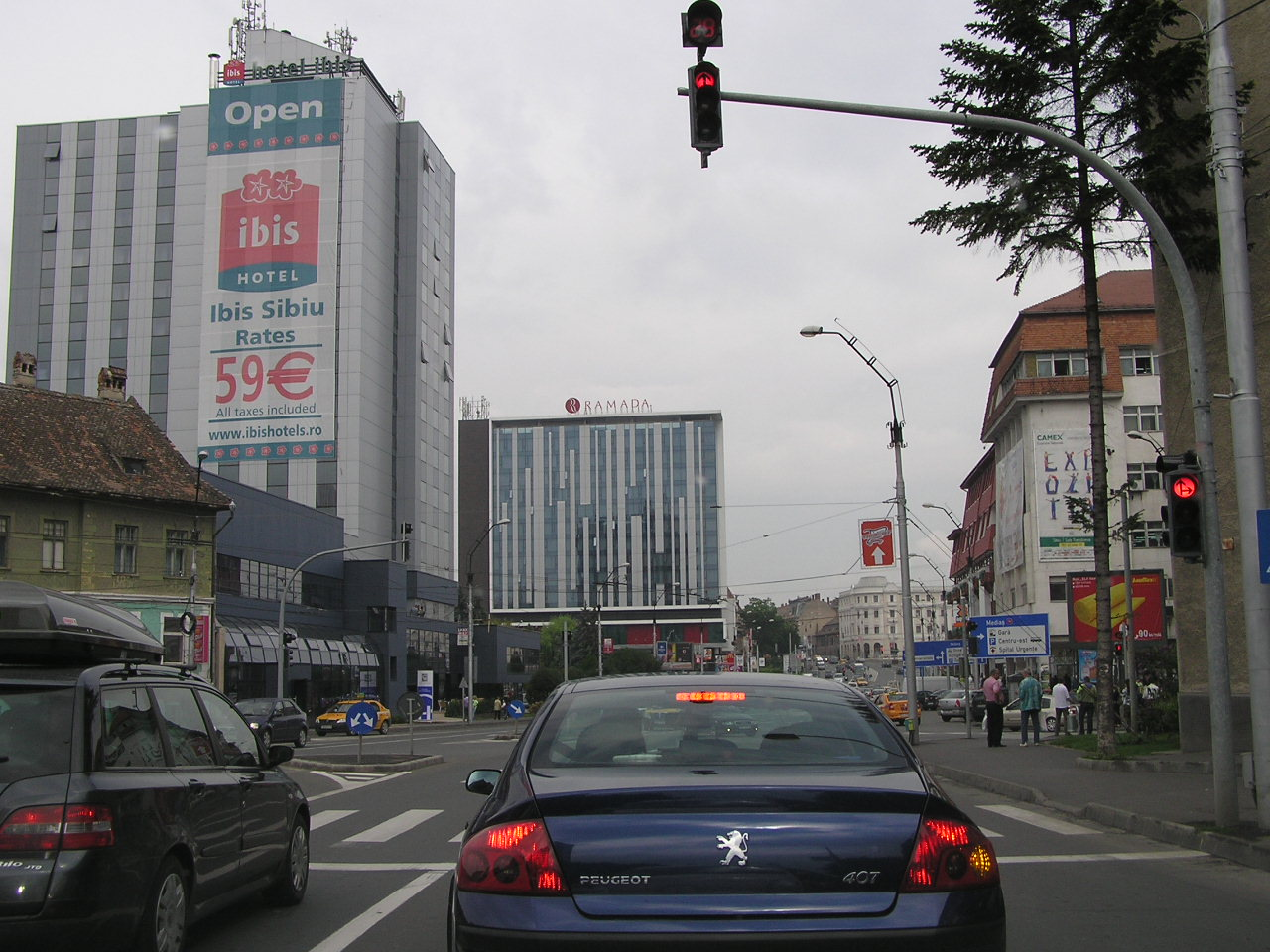
Európa út